# Международен ден на хората с увреждания
Международният ден на хората с увреждания (на официалните езици на ООН: на английски: International Day of Disabled Persons; на испански: Día Internacional de los Impedidos; на френски: Journée internationale des personnes handicapées) е обявен от Генералната асамблея на ООН през 1992 г. да се празнува на 3 декември.
Държавите, които членуват в ООН и международните организации, са призовани да честват Деня на хората с увреждания и да провеждат постоянни мероприятия за интегрирането им в обществото.
От 2002 г. Международният ден на хората с увреждания преминава под определено мото. Ознаменуването на Деня е ставало по 3 теми:
- 2002 г. – Осигуряване на самостоятелен живот и устойчиви доходи
- 2004 г. – Нищо, свързано с нас - без нас
- 2006 г. – Достъп до електронните средства за информация